# Principado de Mingrelia
El principado de Mingrelia (en georgiano: სამეგრელოს სამთავრო, romanizado: samegrelos samtavro), también conocido como Odishi, fue un Estado histórico en Georgia gobernado por la Casa de Dadiani.
Establecido como un principado independiente en 1557 por Levan I Dadiani como un mtavari (príncipe), aunque funcionó de manera autónoma desde 1491. Permaneció independiente hasta ser avasallado por el Imperio otomano primero (1615) y el Imperio ruso después (1803).
El principado finalmente llegó a su fin cuando el príncipe Niko Dadiani abdicó y renunció a sus derechos sobre él, siendo abolido por el Imperio ruso en 1867. El príncipe Niko renunció oficialmente a sus derechos al trono el 4 de enero de 1867 a cambio fue recompensado con el título de príncipe (kniaz), un millón de rublos y una promoción militar, además de conservar sus palacios en Zugdidi y Gordi. Además, su madre, hermano (Andria Dadiani), y hermana (Salomé Dadiani), recibieron una pensión vitalicia cada uno.

## Historia

### Contexto histórico de Georgia
El Reino de Georgia había sido un potente estado caucásico durante la Edad Media, pero entró en decadencia tras las invasiones mongolas de Georgia. Pese a una cierta recuperación en el reinado de Jorge V el Brillante, los ataques de Tamerlán, fundador del Imperio timúrida, terminaron de disminuir el poder centralizado de Georgia lo suficiente para que las dinastías rivales a la Bagrationi fragmentasen el país, surgiendo los reinos de Kajetia, Kartli e Imericia, así como los principados independientes, o semiindependientes según el caso, de Odishi (Mingrelia), Guria, Abjasia, Svaneti y Msjetia (o Samtsje-Satabago) surgidos tras la guerra del triunvirato georgiano.

### Inicios del Principado
Originalmente, los potentes ducados del Reino de Georgia Occidental de Mingrelia y Msjetia se convirtieron en los principados homónimos, aunque también conocidos como Odishi o Samegrelo en el caso de Mingrelia; y Samtsje o Samtsje-Satabago en el caso de Msjetia. En 1490, año del final de la guerra, ambos ducados pertenecieron al Reino de Imericia, permaneciendo como parte integrante del mismo apenas un año.
Entre 1491 y 1557, el principado funcionó de manera autónoma si bien se consideraba parte integral de Imericia, la autoridad de Kutaisi no ejercía poder sobre el principado.
En 1557, el Imperio otomano convierte en vasallo al Reino de Imericia y, formalmente a sus principados, aunque estos, al funcionar de manera autónoma, no caen en esta condición.
En el caso de Mingrelia, conocida como samegrelo por los Mingrelianos (o megrelianos) que lo habitaban, fue el segundo principado con más territorio, ocupando los territorios entre los ríos Anakopitskali (actual Psyrtsja, en Abjasia) hasta el río Tskhenistsqali. Su territorio era mayor que el principado superviviente actual, teniendo en un origen la mitad del territorio que luego fue el principado abjasio y que actualmente forma Abjasia, llegando hasta la antigua colonia helena de Neos Athos y en momentos casi hasta el río Bzipi.

### Vasallo del Imperio otomano
Tras años en que la administración imperial otomana no da demasiada importancia al tema de los principados occidentales georgianos y sus reticentes Mtavaris. En 1578 manda una fuerza para ocupar la plaza de Sujumi, utilizada como fuerte norteño en su control del Mar Negro.
A comienzos del siglo XVII, los Sharvashidze, príncipes de Abjasia, se declaran en rebeldía del dominio otomano de Abjasia, lo que lleva a una campaña de control turca sobre la zona que acaba con la independencia de facto de los principados de Mingrelia y Guria en 1615.
Con la nueva situación bajo el paraguas otomano, los principados georgianos volvieron a pugnar por una lucha de poder interna en Georgia que reunificase los territorios. Como parte de ello, el gobierno de León II Dadiani aumentó sus fronteras gracias a sus campañas contra los abjasios e incluso dirigió dos campañas de saqueo contra Imericia, durante una de las cuales llegó a cañonear las murallas de Kutaisi y a cegar a Mamuka de Imericia, el príncipe elegido por Imericia y Kartli como candidato para reunificar en su figura el reino de Georgia.
A la muerte de León II, Mingrelia cayó rápidamente en una decadencia pronunciada, rebelándose muchos nobles menores. La situación fue tan insostenible que la Casa de Dadiani, gobernantes del principado, debió exiliarse en Kajetia. El poder fue ocupado por Katsia Chikovani, de la Casa de Chikovani (duques de Lechjumi), no siendo aceptada por su condición de cortesana y mujer, por lo que tras otra revuelta nobiliaria, se instaló en el poder a su hijo, Jorge IV Dadiani, que perteneciendo también a la Casa de Chikovani, cambió su apellido a Dadiani, acabando con la primera línea Dadiani y fundando la segunda línea Dadiani de gobernantes de Mingrelia, aunque a él personalmente se le conocía como Jorge IV «Lipartiani» (en georgiano: ლიპარტიანი), por su feudo de Salipartiano.
Jorge IV no tardó en inmiscuir a Mingrelia en las guerras intestinas georgianas, logrando únicamente acabar con el avance de los príncipes abjasios, si bien no pudo retomar las tierras hasta el río Galidzga conquistadas por Sorek Sharvashidze en 1684. Sí pudo firmar una tregua y alianza con los reyes imericios, que veían con preocupación el avance de los príncipes abjasios, únicos Mtavaris no cristianos. Fue depuesto por su propio hijo, Katsia I, que gobernó seis años, antes de que Jorge IV volviera al poder en 1710.
Durante el siglo XVII, los dominios georgianos seguirían pugnando entre ellos, en el caso de Mingrelia especialmente contra Abjasia e Imericia, al mismo tiempo que veían como los otomanos absorbían paulatinamente las regiones sureñas, cada vez menos interesados en qué poder reunificaba a Georgia para convertirla en tributaria y decidiendo dominarla por completo. Así, veían como el Eyalato de Mesjetia, antiguos principados de Msjetia y Ayaria hasta 1625, ya eran parte formal y de facto del Imperio otomano y sus atabegs dependían más de los deseos de Constantinopla.

### Vasallo del Imperio ruso
En los primeros años del siglo XIX, la situación del territorio georgiano cambió drásticamente. Desde la fragmentación del reino de Georgia a finales del siglo XV, los estados sucesores habían estado en la órbita del Imperio otomano en el caso del Reino de Georgia Occidental; y en el caso de los reinos de Georgia Oriental (Kajetia y Kartli) habían estado en la órbita de la Persia safávida salvo momentos de decadencia persa en los que los otomanos habían intentado ampliar su órbita.
En 1800, un nuevo actor llegó a la zona con el Imperio ruso, que lanzó su conquista rusa del Cáucaso. Mingrelia e Imericia vieron en el Imperio ruso un mejor poder del que ser Estado tributario por cercanía cultural y religiosa. En 1802, el general ruso Pável Tsitsiánov ratificaría la anexión del Reino de Kartli-Kajetia orquestada en 1801, lo que desencadenaría dos años después la primera guerra ruso-persa. Para Mingrelia, la anexión rusa de Georgia oriental fue una oportunidad diplomática única en un momento delicado en el que los príncipes hijos de Katsia II se intercambiaban en el poder con luchas internas periódicas. Grigol I, príncipe por tercera vez en 1802, encabezó una misión diplomática en 1803 para parlamentar con el general Tsitsiánov y ofrecerle el tributo de Mingrelia para el Imperio ruso. Después de que los diplomáticos rusos se asegurasen de la neutralidad otomana en el asunto mingrelio (apenas 10 años antes los otomanos habían perdido Crimea y Özü en la Paz de Jassy), se firmó el Tratado de Dadichala el 1 de diciembre de 1803, convirtiéndose el Principado de Mingrelia en un estado tributario del Imperio ruso.

### Fin del Principado
Tras el fin del gobierno de Grigol I, el Principado encontró una paz relativa en los gobiernos de León V (1804-1840) y David I (1840-1853). Aunque fueron años inmersos en guerras cercanas (primera guerra ruso-persa, octava guerra ruso-turca y novena  guerra ruso-turca), no sufrieron guerras intestinas ni revueltas de calado.
A la prematura muerte de David I, su hijo, Niko Dadiani contaba con 6 años, por lo que su madre, la princesa Catalina Dadiani fue nombrada regente con el beneplácito del Zar. En los mismos años, tropas otomanas llegaron a Mingrelia durante la Guerra de Crimea, lo que provocó un exilio de la familia gobernante a San Petersburgo. En la corte imperial, al joven príncipe se le impuso de tutor a un burócrata ruso y a la regente se le facilitaron espacios en Tsárskoye Seló para ser una privilegiada dama de la corte.
Debido a la presencia de tropas otomanas y a una revuelta campesina. Se hizo firmar al príncipe Niko I el establecimiento de una administración rusa del principado de manera temporal en 1857.
En 1867, contando 20 años el príncipe Niko y sin haber gobernado nunca su principado, se le conminó a firmar su abdicación formal y renunciar a sus derechos sobre Mingrelia a cambio de honores en la aristocracia rusa, cosa que aceptó. Dando fin legal al principado que llevaba 10 años siendo de facto parte de la Gobernación de Kutaisi.